# قبایلی کوچک
قبایلیِ کوچک یک منطقهٔ طبیعی در ناحیه کوهستانی شمال الجزایر است.
قبایلی کوچک بخشی است از سرزمین قبایلی الجزایر.